# Украинский архитектурный модерн
Украинский архитектурный модерн (укр. Український архітектурний модерн), УАМ — один из украинских архитектурных стилей, разновидность стиля модерн, который развивался на территории Украины на протяжении почти 40 лет, с 1903 по 1941 годы.
В основе УАМ лежат народные традиции домашнего и церковного строительства и достижения украинской профессиональной архитектуры и прежде всего барочной (см. украинское барокко), влияние которой, начиная с 1910 года было заметным и даже возрастающим. Сильным было также влияние европейского модерна.

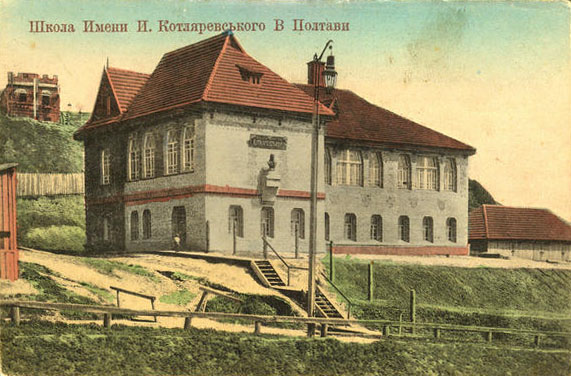
Школа им. И. Котляревского в Полтаве, одно из первых зданий, построенных в стиле украинского архитектурного модерна, 1903—1905 годы, архитекторы Е. Н. Сердюк и М. Ф. Стасюков

Территория распространения Украинского архитектурного модерна по состоянию на 1917 год

## Название стиля
На начальных этапах появления и развития стиль имел разные наименования. По этому поводу Виктор Васильевич Чепелик пишет:
«В истории украинской архитектуры ни одно другое стилевое явление не отличалось таким разнообразием, разнохарактерностью и противоречивостью в названии, как УАМ.»
Интересно, что в 1903 году, когда В. Г. Кричевский предложил на конкурс по разработке архитектуры здания Полтавского губернского земства свой проект, стиль его проекта был отнесён к псевдо-мавританскому стилю, так как он имел незнакомые архитектурные формы. Начиная с публикаций А. Г. Сластиона в 1903 году, в употребление входит и широко используется термин «украинский стиль». Применялись и другие названия стиля.
Первым называть новый стиль «модернизованый украинский стиль» стал, вероятно, выдающийся деятель в стиле УАМ Е. Н. Сердюк, за ним термин «украинский модерн» вводит Г. О. Коваленко. По данным В. В. Чепелика, наиболее часто употребляемым в литературе названием стиля является украинский модерн или его варианты.

## История УАМ
Появление и развитие УАМ тесно связано с народным творчеством, народными традициями домашнего и церковного строительства и использованием их профессиональными архитекторами. Первые попытки использования элементов украинской народной архитектуры профессиональными архитекторами имели место на территории Украины ещё в XIX ст. (дом для гостей в усадьбе Г. Галагана).
Достижения этнографической науки к концу XIX ст. и изучение народной архитектуры привело к зарождению идеи создания собственной архитектуры, народной в своей сущности. Первым эту идею в 1903 году реализует В. Г. Кричевский в проекте здания Полтавского губернского земства (1903—1908 годы), которое стало первым творением в стиле Украинского архитектурного модерна.
Почти одновременно с ним в данном новом стиле были построены школа им. И. П. Котляревского в Полтаве (1903—1906 годы, архитекторы Е. Н. Сердюк и М. Ф. Стасюков) и церковь в селе Плишивцы (1902—1906, архитектор И. С. Кузнецов), которая тоже относится исследователями к УАМ.
Это были первые три объекта, построенные в стиле, названном впоследствии УАМ. По поводу этих трёх объектов В. В. Чепелик пишет: «Эти три объекта положили начало трём наиболее важным, почти разновекторным, направлениям художественных поисков УАМ: Покровская церковь наметила будущее развитие необарочных тенденций, дом Полтавского земства был направлен на утверждение декоративно — романтического направления, который начали называть народным стилем, школа им. И. П. Котляревского нацелена в сторону рационалистических поисков». Успешное начало вызвало движение за создание родного стиля. Развитие архитектуры УАМ происходило почти одновременно во всех регионах Украины, в наибольших городах и в целом ряде сёл.
С 1903 года на первое место в разработке теории УАМ выходит О. Г. Сластион. Он сформулировал принципы морфологии УАМ и всецело способствовал распространению и утверждению этого стиля. Появляются кружки по изучению украинской народной архитектуры. Так, студенты ПИГИ, в будущем видные деятели УАМ, в 1905 году организовывают нелегальный кружок по изучению украинской архитектуры, каждое лето они ходят по сёлам и делают зарисовки хат, сараев, церквей и часовен. В Харькове при Литературно-художественном кружке возникает Украинский художественно-архитектурный отдел, который своей целью ставит «распространение украинского стиля» и украинского искусства вообще, а также «сохранение других памятников Украины и возрождение украинского зодчества». Почётным председателем кружка был И. Ю. Репин, председателем С. И. Василькивский. Появляются многочисленные публикации в специализированных и популярных журналах, в которых отмечалось своеобразие стиля и соответствие современной жизни и новым запросам.
Называть стиль модерным первым стал, видимо, Е. Н. Сердюк.
Стиль появился в эпоху формирования европейского модерна. Однако, не стоит путать УАМ с другими направлениями модерна, распространёнными на Украине в это время. По сравнению с европейским модерном УАМ отличается большей протяжённостью во времени: 38 лет вместо 20. Это обусловлено неблагоприятными условиями развития, вынужденными перерывами.

## Этапы развития УАМ
В. Чепелик выделяет три этапа в развитии украинского архитектурного модерна:
1. 1903—1917 годы — период бурного развития УАМ. Две разновидности — народный стиль (романтизм) и рационалистический модернизм (более сдержанный). Декор в архитектуре зданий был интенсивный, живописный, в нём получили развитие народные темы, обогащённые мотивами, пришедшими от европейской архитектурной традиции.
2. Послереволюционное время. После установление власти большевиков, многие деятели УАМ оказались в эмиграции (Тимошенко С. П., Сердюк Е. Н. и др.), кто-то арестован (Дяченко Д.[5][6] и др.) или подвергся преследованиям. Некоторые под угрозой расправы отказывались от своих взглядов на УАМ (К. Н. Жуков). Магистральными направлениями развития архитектуры в 1920 — начале 1930 годов становятся рационализм и конструктивизм. УАМ имеет значительно меньшее распространение, но и в нём в этот период продолжается работа по поиску новых типов жилищ и общественных зданий.
3. 1934—1941 годы. Некоторое оживление в развитии УАМ, но притеснения продолжились. Политические притеснения стали одним из факторов приостановки развития УАМ.

После 1941—1945 годов элементы УАМ использовались отдельными архитекторами (к примеру Иосиф Каракис), но такие работы немногочисленны.

## Некоторые наиболее известные объекты
- Здание Полтавского земства (теперь Полтавский краеведческий музей)[7].
- Школа им. Котляревского (1903—1905 годы, архитекторы Е. Н. Сердюк и М. Ф. Стасюков)[8].
- Харьковская сельскохозяйственная селекционная станция[9] (1909—1911 годы, архитектор Сердюк Е. Н.).
- Носовская селекционная станция возле города Нежин (1911—1913 годы, архитектор Сердюк Е. Н.).
- Большой Дом гражданских собраний в городе Славянск (архитекторы Е. Н. Сердюк, С. В. Котляревский).
- Железнодорожные станции на протяжении всей Кубано — Черноморской казачьей железной дороги (1911—1916 годы) и многочисленные объекты, связанные с ней (школы, жилые дома и др.).
- Центральный железнодорожный вокзал в городе Киеве (1928—1932 годы, архитектор А. М. Вербицкий (при участии И. Каракиса). Первоначальный проект был переделан уже в момент строительства и элементы УАМ использованы в нём лишь частично.
- Жилищные комплексы посёлка Харьковского тракторного завода «Новый Харьков» (архитектор В. К. Троценко, 1920-е годы). В одном из этих домов сегодня находится музей Клавдии Шульженко[10].
- Жилищный массив в городе Макеевке.
- Санаторные комплексы в городе Миргороде (архитектор О. Г. Сластион, 1916—1920 годы).
- Харьковское художественное училище[11].
- Дом Хренникова в Днепропетровске (арх. П. П. Фетисов, 1910—1913, в соавторстве с Л. Л. Хойновским и самим В. В. Хренниковым и при консультациях русского и украинского историка и археолога Д. И. Яворницкого)[3]. В 1943 году здание сгорело, восстановлено по проекту В. А. Зуева, в настоящее время — Гранд-отель «Украина»)[12][13][14].
- Гостиница «Украина» в Луганске[15].

## Наиболее известные деятели УАМ
Левинский И. И., Сластион О. Г., Кричевский В. Г., Жуков К. Н., Вербицкий А. М., Сердюк Е. Н., Лушпинский А. О., Тимошенко С. П., Дяченко Д. М., Троценко В. К..

## Центры
Выделилось несколько центров развития УАМ.

### Полтавский
Именно здесь, на Полтавщине, были построены первые три объекта в стиле УАМ — здание Полтавского губернского земства (1903—1909 годы, архитектор В. Г. Кричевский), церковь в селе Плишивцы Гадяцкого уезда, школа им. И. Котляревского.

### Харьковский
Идея создания нового украинского архитектурного стиля зародилась в среде именно харьковских архитекторов, художников и этнографов, хоть и была реализована эта идея в другом регионе — на Полтавщине. Эту идею в 1903—1908 годах первым реализовал харьковский архитектор-художник В. Г. Кричевский в доме Полтавского губернского земства, а харьковчане С. И. Василькивский, М. С. Самокиш и М. М. Уваров выполнили в его интерьере росписи.
В Харькове был сооружён первый в формах УАМ комплекс сооружений научно-исследовательского назначения — Харьковская сельскохозяйственная селекционная станция (Московский проспект, 142, 1909—1911 годы, архитекторы Е. Н. Сердюк, М. Ю. Харманский). Теперь — НИИ растениеводства, селекции и генетики. Архитекторами харьковского центра УАМ были построены объекты как на территории Украины, так и на Кубани. Данному центру характерны разные течения УАМ. Харьковский центр УАМ сделал значительный вклад в развитие УАМ как по количеству сооружений, так и по теоретическим разработкам стиля.

### Киевский
Первым домом, построенным в Киеве в стиле УАМ, стал дом И. И. Щитковского на улице Полтавской, 4-а (1907—1908 годы, архитектор В. Г. Кричевский). Это был рядовой двухэтажный дом, выполненный в дереве и облицованный кирпичом, дом имел плоский фасад в семь окон на этаж. В Киеве было построено первое сооружение инженерного назначения в стиле УАМ — дом городской очистительной станции на Сапёрной слободке (архитектор Н. А. Дамиловский).
Для архитектуры киевского центра УАМ характерно распространение рационалистического направления УАМ.

### Львовский
Львовские архитекторы выработали местные варианты УАМ, в которых региональные особенности преобладали над теми тенденциями, что приходили с востока Украины. Вместе с тем довольно заметным было желание львовских мастеров хотя бы частично подхватить и развить некоторые характерные формы народностилевой архитектуры восточной и центральной Украины, в частности, трапециевидные прорези в порталах и окнах, хотя эти темы в Галичине так и не стали настолько господствующими, как в других частях Украины.

### УАМ в других регионах Украины

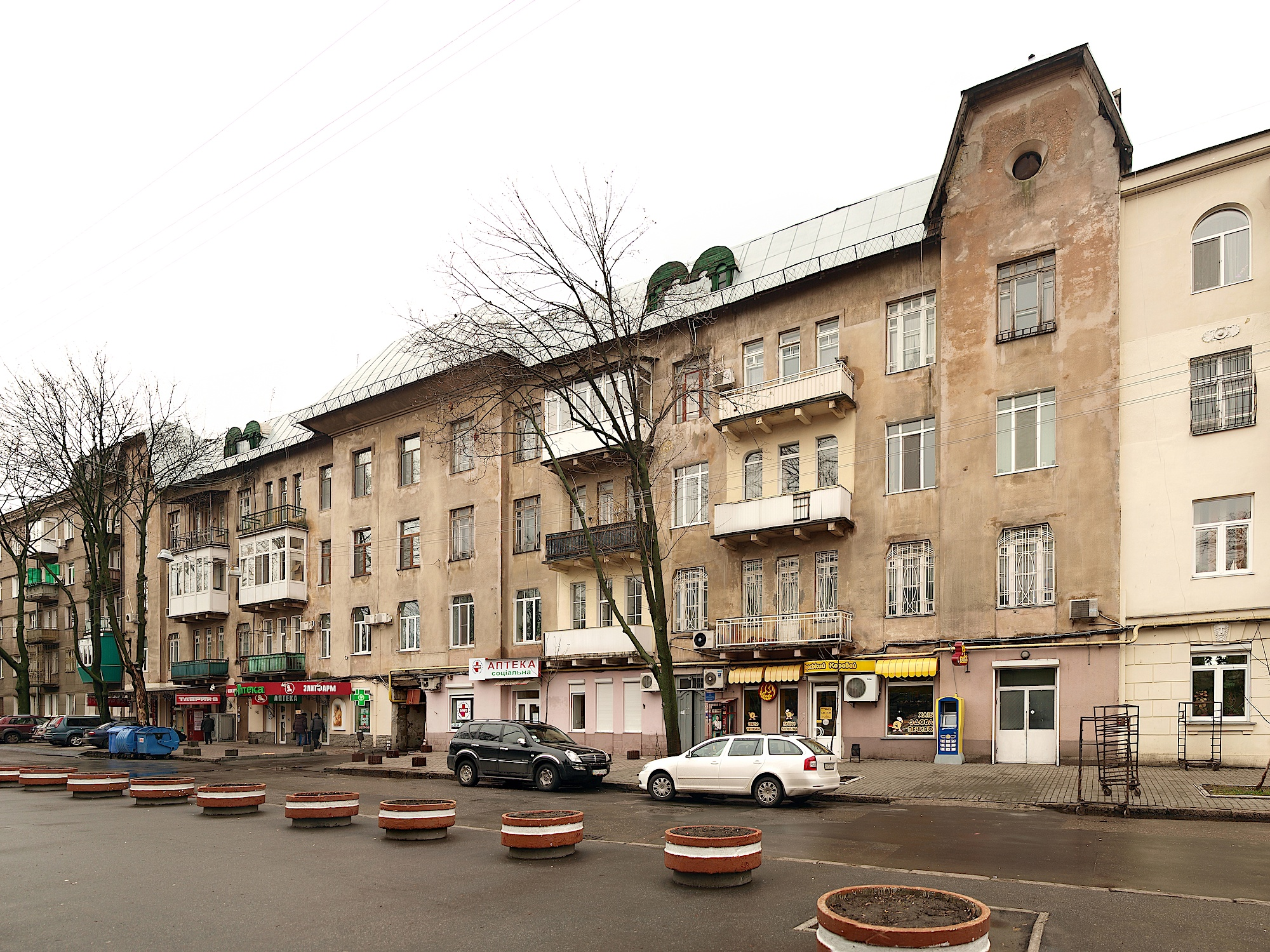
Одесса

Меньшие отделы были в других регионах Украины в Одессе, Екатеринославе, Чернигове.
- Дома в стиле УАМ строились как в самом Екатеринославе, так и в сёлах данного региона. Первый дом в стиле УАМ в Екатеринославе сооружён в 1908 году на Кавалерийской улице, 22 (проект инженера И. М. Трубы). Это был рядовой двухэтажный дом на несколько квартир. Среди екатеринославских домов начала XX века выдающимся памятником, вобравшим народные мотивы, стал величественный дом инженера В. М. Хренникова. Дом Хренникова сразу вошёл в число выдающихся сооружений города, он, ещё не законченный строительством, в начале 1913 года попал в раздел «Достопримечательности города» в книге «Весь Екатеринослав» (1913, с. 126)[12][13].
- В Одессе в стиле УАМ построен жилой комплекс на ул. Пироговской, 3 (1911—1916 годы, архитектор Я. М. Пономаренко). Четыре дома этого комплекса создают определённый ансамбль. Это первый ансамбль жилых домов в стиле УАМ.

## Композиция и морфология УАМ

### Объёмная композиция
Объёмная композиция в УАМ получила наиболее характиристическое проявление, которое определялось тесной связью с народными традициями домашнего и церковного строительства. Объёмная композиция была в домах всех форм — простой четырёхугольной, Г-образной формы, П-образной формы, Ш-образной формы.
Фронтальная композиция

### Глубинно-пространственная композиция
Глубинно-пространственная композиция в УАМ не получила значительного развития. В то же время отдельные примеры всё-таки привести можно. Дом водолечебницы в Миргороде, жилой дом на улице Артёма в Харькове. Во многих домах с П- или Ш- образным планом пространственные части развёрнуты в сторону домов и их эффективность становится не очень значительной и не может играть значительной роли в композиции (трёхклассные школы Лохвицкой земской управы, художественное училище в Харькове). Сюда же можно отнести и примеры строений с замкнутыми внутренними дворами (дом Хренниковав Екатеринославе или дом-комплекс «Днестр» во Львове).

### Композиция стены
В объектах УАМ применялось значительное количество разнообразных способов решения стены.
Композиция стены приобрела развитый характер в домах, имеющих количество этажей большее, чем три, когда наравне с вариантами ровной и гладкой стены получают распространение ярусные её разделения на один или несколько этажей.

### Композиция окна
Одной из наиболее характерных знаковых форм УАМ является форма окна. Для УАМ характерно применение шестиугольных трапеционных окон. Это привело в своё время к мысли, что применение подобных окон преобладает в объектах УАМ. В то же время подсчёты В. Чепелика показали, что самой распространённой формой окна была всё-таки прямоугольная. Применялись также окна арковые — с полукруглым верхом (традиция ренессанса) и элептическим (традиция барокко). Шестиугольные окна имели разнообразные решения, от незначительного скоса до значительного. Применялись также спаренные трапеционные окна, что было новым в украинской архитектуре и созвучным подобным решениям в европейской практике. Распространено было также применение окон с нишами.

### Порталы
В УАМ особое место занимали порталы, которым часто придавали значения главного композиционного элемента. Наиболее распространённой была трапециевидная форма порталов. При этом порталы имели самые разнообразные композиционные решения.

### Щипцы и фронтоны
Щипцы и фронтоны на фасадах УАМ широко использовались и приобрели в композиции зданий ощутимое значение. Они часто приобретали знаковый характер, их формы свидетельствовали о принадлежности к тому или иному варианту УАМ, к тому или иному внутреннему течению в УАМ или указывали на влияние других стилей.

### Крыши
Крыши в УАМ заняли довольно значительное место в решении художественного образа здания и имели сложную пластику. Для УАМ характерны высокие (с крутым скосом), шатровидные крыши.

## Наследие УАМ
Наследие УАМ сохранилось не полностью. Много уничтожено в годы Первой мировой войны, войны УНР c большевистской Россией и Польшей, Второй мировой войны. Большую роль в недостаточном сохранении объектов УАМ сыграло отношение к ним советской власти, в период которой многие из них либо уничтожались, либо подвергались неправильной реставрации. Имена многих архитекторов, работавших в стиле УАМ, в советское время находились под запретом. На протяжении десятилетий искусственного забвения работы и судьбы этих архитекторов были неизвестны даже специалистам.
В 1970-х годах некоторые историки архитектуры и краеведы по собственной инициативе и без наименьшей разгласки начали незамеченный тогда властью поиск и изучение памятников УАМ и даже печатали свои работы в районных газетах и малоизвестных сборниках тезисов научных конференций в областных центрах.
Более активное изучение УАМ началось лишь в середине 1980-х годов. Одним из наиболее известных исследователей УАМ является Чепелик В. В.

## Оценки УАМ
Согласно мнению известного советского архитектора, заслуженного строителя УССР, Григория Владимировича Головко для украинского архитектурного модерна характерно использование приемов народного деревянного зодчества в форме крыш, окон и дверных проёмов, применение майоликовых вставок с национальным орнаментом. Особенно ярко эти элементы проявились в решении зданий Полтавского губернаторского земства (архитектор — Василий Кричевский), художественного училища в Харькове (архитектор — Константин Жуков) и ряде других. Лучшие традиции архитектуры прошлых эпох нашли творческое воплощение в украинском советском архитектурном модерне.
Американский архитектуровед Тит Геврик отмечал в 1984 году, что появление стиля «модерн» привело к новой интерпретации украинского барокко и народной архитектуры в архитектуре современной. Эти творческие поиски продолжались и после Первой мировой войны, вплоть до конца 1920-х годов — критического периода в истории украинской культуры. В это же время начал входить в моду новый конструктивистский стиль с применением стекла, стали и бетона.
Современный искусствовед, кандидат искусствоведения Лариса Савицкая отмечает, что в отличие от русского и западноевропейского искусства Ар Нуво, в котором решение главной проблемы создания синтетической художественной формы было итогом долгой работы, проводившейся живописцами, поэтами, графиками со времён литературного символизма и постимпрессионизма, манифестационный опыт украинского модерна (вышеупомянутый Земский дом в Полтаве) не резюмировал поиски стиля. Напротив, он открывал перспективу его дальнейшего развития, связанного с обращением к национальным историческим образцам и формам, утверждением в художественной критике новых эстетических позиций.